# 기예르모 캄파날
기예르모 곤살레스 델 리오 가르시아(스페인어: Guillermo González del Río García; 1912년 2월 9일, 아스투리아스 지방 아빌레스 ~ 1984년 1월 22일, 안달루시아 지방 세비야)는 캄파날 1호(스페인어: Campanal I) 혹은 기예르모 캄파날(스페인어: Guillermo Campanal)로 알려진 스페인의 전 축구 선수이다. 현역 시절, 그는 스포르팅 히혼을 거쳐 세비야에서 1929년부터 1946년까지 활약했으며, 스페인 국가대표팀에 차출되어 3경기에 출전해 2골을 기록하였고, 1934년 FIFA 월드컵에 출전했다.
은퇴 후, 그는 세비야의 감독을 맡기도 했다.